# Haruka Tachimoto
Haruka Tachimoto (田知本遥?, Tachimoto Haruka; Imizu, 3 agosto 1990) è una judoka giapponese, vincitrice della medaglia d'oro nei 70 kg alle Olimpiadi di Rio de Janeiro 2016.

## Carriera
Nel 2012 compete nei 70 kg alle Olimpiadi di Londra 2012, dove viene sconfitta ai quarti di finale del Pool D dalla cinese Chen Fei. Tra le partecipanti ripescate, affronta quindi l'olandese Edith Bosch, venendo però sconfitta nuovamente.

## Palmarès
- Giochi olimpici

Rio de Janeiro 2016: oro nei 70 kg.
- Mondiali

Čeljabinsk 2014: bronzo nella gara a squadre.